# عرض بيرني ماك
مسلسل بيرني ماك «ذا بيرني ماك شو» هو مسلسل أميريكي يعتمد على كوميديا الموقف. يحكي المسلسل حياة بيرني ماك وزوجته وتربيتهما لأبناء أخته الثلاثة: جوردان وبريانا وفينيسا. عرض المسلسل على شبكة فوكس التلفزيونية الأميريكية لخمسة مواسم أولها عام 2001 وانتهى عرض الموسم الخامس عام 2006.

## الحلقات
| الموسم | الحلقات | العرض الأصلي   | العرض الأصلي  |
| ------ | ------- | -------------- | ------------- |
|        |         | الأول          | الأخير        |
| 1      | 22      | 14 نوفمبر 2001 | 15 مايو 2002  |
| 2      | 22      | 18 سبتمبر 2002 | 14 مايو 2003  |
| 3      | 22      | 30 نوفمبر 2003 | 29 يونيو 2004 |
| 4      | 16      | 8 سبتمبر 2004  | 8 أبريل 2005  |
| 5      | 22      | 23 سبتمبر 2005 | 14 أبريل 2006 |

## وصلات خارجية
- عرض بيرني ماك على موقع IMDb (الإنجليزية)
- عرض بيرني ماك على موقع ميتاكريتيك (الإنجليزية)
- عرض بيرني ماك على موقع روتن توميتوز (الإنجليزية)
- عرض بيرني ماك على موقع كينوبويسك (الروسية)
- عرض بيرني ماك على موقع ألو سيني (الفرنسية)
- عرض بيرني ماك على موقع قاعدة بيانات الفيلم (الإنجليزية)